# Mussonula verax
Mussonula verax är en snäckart som beskrevs av Tom Iredale 1937. Mussonula verax ingår i släktet Mussonula och familjen Charopidae. Inga underarter finns listade i Catalogue of Life.